# Jockey Club Rosario
Pour les articles homonymes, voir Jockey (homonymie).
Le Jockey Club Rosario est un club omnisports qui dispose d'une section rugby à XV et est situé dans la Province de Santa Fe en Argentine.

## Histoire
Le club a été fondé en 1900 par des passionnés de courses de chevaux et la section rugby créée en 1953 est affiliée à l'Unión de Rugby de Rosario. L'équipe participe actuellement au Torneo del Litoral qu'elle a remporté en 2001.

## Palmarès
- Vainqueur du Nacional de Clubes en 1997
- Vainqueur du Tournoi de l'Intérieur en 2000 et 2002
- Vainqueur du Torneo del Litoral en 2001